# Казімеж Соснковський
Казімеж Соснковський (пол. Kazimierz Sosnkowski, 19 листопада 1885, Варшава, Варшавська губернія, Російська імперія — 11 жовтня 1969, Монреаль, Канада) — польський генерал початку 20 століття.

## Біографія
Казімеж Соснковський народився у Варшаві 19 листопада 1885 року в дворянській сім'ї, батько — Юзеф Богдан, мати — Зофія. Незабаром після його народження родина переїхала в Петербург. Там Казімеж поступив у класичну гімназію, яку закінчив з відзнакою.
У 1905 році він повертається до Варшави і поступає в політехнічний інститут. Під час революційних подій 1905 року брав участь у студентських заворушеннях, за що був виключений з інституту. Потім Соснковський вступив у «Польську соціалістичну партію» (ППС) і став активним членом її бойової організації. В 1907 році він був змушений емігрувати в Австро-Угорщину, рятуючись від переслідування поліції. Там він продовжив освіту і вступив у Львівський політехнічний інститут. Починаючи з 1908 року при його активній діяльності стали створюватися нелегальні збройні формування — стрілецькі дружини.
Першу світову війну Соснковський зустрів у званні підполковника на посаді начальника штабу 1-ї бригади Польського легіону, що воював на боці Центральних держав. В 1916 році він став полковником і командиром 1-ї бригади, а в наступному році був призначений главою військового департаменту Тимчасового державного комітету. За відмову легіонерів присягати німецькому кайзеру в кінці липня 1917 року, він був заарештований і посаджений у в'язницю Шпандау. Потім його перевели в Магдебург.
Після перемоги революції в Німеччині в листопаді 1918 року Соснковський був випущений з в'язниці, і вже через два дні після звільнення був підвищений до генерала. У цьому званні він став командувачем Варшавським військовим округом, а потім отримав посаду військового міністра.
Після закінчення радянсько-польської війни, під час якої Соснковський командував резервною армією, повернувся до посади військового міністра. У лютому 1924 року стає головою Військової ради країни і командувачем Познанським військовим округом. Він брав участь в роботі Женевської конференції з роззброєння, очолюючи польську делегацію.
В 1928 році був призначений інспектором армії «Полісся». Керував будівництвом укріпрайонів на польському кордоні з СРСР.
В 1936 році йому для розради присвоїли звання генерала броні.
Під час німецького вторгнення в Польщу був призначений командувачем Південним фронтом. Відзначився у битві під Яворовом.
Після поразки Польщі Соснковському вдалося перетнути кордон з Угорщиною і далі дістатися до Парижа, куди він прибув 11 жовтня. У новому уряді Сікорського Соснковський очолив комітет міністрів у справах країни. Він приступив до цієї посади 13 листопада 1939 року. Одночасно очолив «Союз збройної боротьби» — польський рух опору.
Після капітуляції Франції Соснковський, разом з урядом Сікорського, перебрався в Лондон. Був противником східної політики Сікорського, різко протестував проти угоди Сікорського-Майського, в зв'язку з чим, в липні 1941 року пішов у відставку. Після загибелі Сікорського 4 липня 1943 року, Соснковський був призначений головнокомандуючим польськими збройними силами. Казімеж Соснковський з 1944 року вірив в близьку перспективу третьої світової війни і повний розгром в цій війні Радянського Союзу. В 1944 році генерал Сосновський був змушений піти зі свого поста і виїхати в Канаду. Оселився в околицях Монреаля.
Помер 11 жовтня 1969 року. Був похований в Парижі в костелі Святого Станіслава, згідно з його заповітом.

## Нагороди

### Польща
- Хрест Хоробрих — нагороджений 4 рази (тричі в 1922).
- Virtuti Militari
  - срібний хрест (1922)
  - золотий хрест
  - командорський хрест
- Орден Відродження Польщі, великий хрест (22 лютого 1924)
- Золотий хрест Заслуги (Польща) — нагороджений двічі (17 березня 1930, 13 травня 1933).
- Хрест Незалежності з мечами (6 листопада 1930)
- Хрест Заслуги військ Серединної Литви
- Пам'ятна медаль учаснику війни 1918-1921 років
- Медаль «Десятиліття здобутої незалежності»
- Золота Почесна Відзнака Ліги протиповітряної та газової оборони 1-го ступеня
- Знак «За вірну службу»
- Пам'ятна відзнака генерального інспектора збройних сил
- Пам'ятний знак «Перший персонал»
- Золотий Академічний лавр (5 листопада 1935)
- Знаки всіх підгалецьких полків 22-ї гірської піхотної дивізії (1936)
- Орден Білого Орла (11 листопада 1995, посмертно)

### Естонія
- Хрест Свободи 1-го ступеня, 2-й клас (1922)
- Орден Орлиного хреста 1-го ступеня (1933)
- Білий хрест Союзу оборони 2-го класу

### Франція
- Орден Почесного легіону, великий хрест
- Орден Сільськогосподарських заслуг, лицарський хрест (до 1935)

### Румунське королівство
- Орден Корони Румунії, великий хрест
- Орден Зірки Румунії, великий хрест

### Чехословаччина
- Чехословацький Воєнний хрест 1918
- Орден Білого лева

### Інші країни
- Орден Залізної Корони 3-го класу з військовою відзнакою (Австро-Угорщина; 1914)
- Орден Білої троянди (Фінляндія), великий хрест (1922)
- Орден Заслуг (Угорщина), великий хрест (до 1935)
- Орден Священного скарбу 1-го ступеня (Японська імперія)
- Орден Корони Італії, великий хрест
- Орден Святого Савви, великий хрест (Королівство Югославія)
- Орден Сонця (Афганістан), великий хрест
- Орден Британської імперії, лицар-командор

## Пам'ять
- З нагоди 120-ї річниці від дня народження генерала, Сейм Польщі вшанував його пам'ять[2].